# Ceratopsyche hainanensis
Ceratopsyche hainanensis är en nattsländeart som beskrevs av Li och Tian 1990. Ceratopsyche hainanensis ingår i släktet Ceratopsyche och familjen ryssjenattsländor. Inga underarter finns listade i Catalogue of Life.